# Roula Khalaf

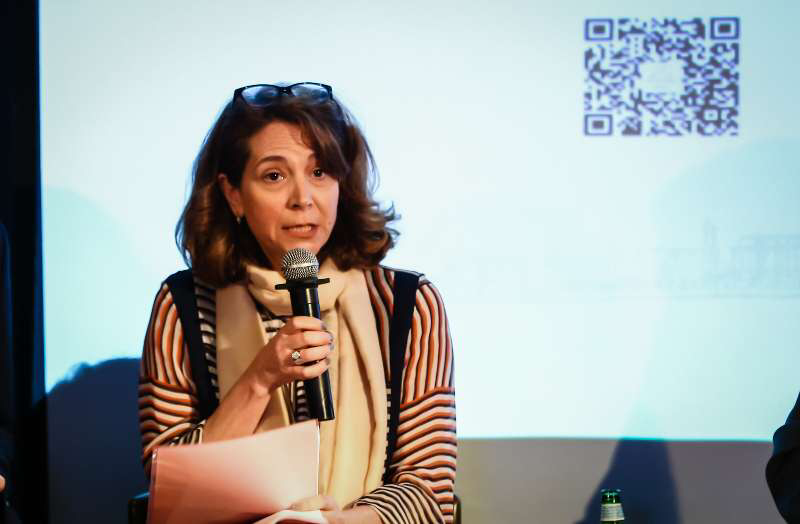
Roula Khalaf (2017)

Roula Khalaf (arabisch رولا خلف, DMG Rūlā Ḫalaf geboren in Beirut) ist eine britisch-libanesische Journalistin. Seit Januar 2020 ist sie Chefredakteurin der britischen Zeitung Financial Times. In der 131-jährigen Geschichte des Blatts ist sie die erste Frau an der Spitze.

## Ausbildung
Khalaf wuchs in Beirut auf. Sie absolvierte an der Syracuse University im Bundesstaat New York einen Bachelor in Kommunikation und einen Master an der Columbia University in New York in Internationalen Beziehungen.

## Karriere
Im Anschluss an ihr Studium arbeitete sie zunächst vier Jahre lang für das Forbes Magazine. Dort erregte ihr Artikel über den umstrittenen Börsenmakler Jordan Belfort Aufsehen, dessen Leben im Film The Wolf of Wall Street von Martin Scorsese aus dem Jahr 2013 dargestellt wurde. 1995 begann sie als Nordafrika-Korrespondentin bei der Financial Times. Später war sie für die Auslandsberichterstattung in Afrika, Europa sowie im Nahen Osten zuständig und leitete ein Korrespondentennetzwerk mit über 100 Mitarbeitern. Sie war Chefredakteurin eines Financial-Times-Ablegers im Nahen Osten und berichtete über den Arabischen Frühling.
Im Januar 2020 übernahm sie in Nachfolge des langjährigen Chefredakteurs Lionel Barber die redaktionelle Leitung der Financial Times. Zum ersten Mal in den 131 Jahren der Zeitung wurde damit eine Frau Chefredakteurin.

### Überwachung durch NSO Group
Roula Khalaf soll Ziel der israelischen Spyware Pegasus gewesen sein.

## Auszeichnungen
Khalafs Serie Qatar: From Emirate to Empire über das Emirat Katar erhielt 2013 die Auszeichnung "Feature-Story des Jahres" der Foreign Press Association. 2016 wurde sie bei den Editorial Intelligence Comment Awards zur Auslandskommentatorin des Jahres gekürt.